# Chrudošiví jsou borolové
Chrudošiví jsou borolové (Mimsy Were The Borogoves) je vědeckofantastická povídka amerických spisovatelů Henryho Kuttnera a jeho manželky C. L. Mooreové, kterou vydali pod pseudonymem Lewis Padgett roku 1943 v pulpovém magazínu Astounding Science-Fiction. Povídka je tradičně řazena mezi deset nejlepších sci-fi povídek do roku 1965 a roku 1970 byla zahrnuta do antologie Síň slávy science-fiction 1929–1964 (The Science Fiction Hall of Fame 1929 – 1964).

## Název povídky
Název povídky pochází z třetího verše první sloky nonsensové básně Žvahlav (Jabberwocky), která je obsažena v knize Lewise Carrolla Za zrcadlem a co tam Alenka našla (Through the Looking Glass and What Alice Found There) z roku 1871. Sloka je zde uvedena v původní, rytmicky lepší, verzi překladu Jaroslava Císaře tak, jak je obsažena v českém vydání povídky v antologii Labyrint.
Je smažno, lepě švihlí tlové

se batoumají v dálnici,

chrudošiví jsou borolové,

na mamné krsy žárnící. 

## Obsah povídky
V daleké budoucnosti (po několika miliónech let) provádí vědec Unthahorsten experimenty se strojem času. Za tímto účelem pošle pomocí svého vynálezu do minulosti dvě pouzdra s předměty, které mu jako první padnou do ruky. Shodou okolností jde o výukové hračky jeho syna. První pouzdro pošle do poloviny 20. století a druhé do druhé poloviny 19. století. Ani jedno pouzdro se však nevrátí zpět a Unthahorsten svých pokusů zanechá. Považuje je za neúspěšné a netuší, jaké problémy ve skutečnosti způsobil.
První pouzdro objeví roku 1952 jedenáctiletý chlapec Scott Paradine, který si jej odnese domů. V pouzdře mimo jiné nachází malou průhlednou křišťálovou krychli s pohybujícími se panáčky, kteří poslouchají jeho myšlenky, dále zvláštní hlavolam s barevnými perličkami, které se pohybují na nitích a při dosažení správné polohy zmizí (patrně do čtvrtého rozměru), a také anatomickou panenku, ale s nesprávnými orgány.
Jak si Scott a jeho dvouletá sestra Emma s těmito výukovými hračkami z budoucnosti hrají, mění se jejich myšlení a psychické vlastnosti. Dokážou se dorozumívat pomocí telepatie a pro své výzkumy vymyslí zvláštní písmo připomínající nesrozumitelnou čmáranici. Když jejich rodiče podivné hračky objeví, začínají mít o děti strach. Na radu psychologa Hallowaye jim hračky odeberou. Halloway se obává, že hračky jsou mimozemského původu a dokážou mladou ohebnou mysl ovlivnit tak, že již nemyslí normálním způsobem. I bez hraček však Scott a Emma dokáží pokračovat v prohlubování svých zvláštních znalostí.  
Druhé pouzdro nachází v druhé polovině 19. století dívka Alice, která díky tomu recituje svému strýčkovi Karlovi (jde o Charlese Dogsona více známého pod pseudonymem Lewis Carroll) zvláštní báseň, kterou označuje za začátek cesty. Protože je však již příliš stará, hračky její mysl nezmění a dívka cestu nikdy nenajde. Dogson jí slíbí, že báseň použije v jedné ze svých knih.
Když se Scottovi a Emmě dostane do rukou Carrollova kniha Za zrcadlem a co tam Alenka našla, objeví v básni Žvahlav chybějící člen časoprostorové rovnice umožňující cestovat do neeukleidovského prostoru, kde v budoucnosti žijí ony vysoce vyvinuté až nadlidské bytosti, které sem poslaly pouzdro. Před otcovýma očima obě děti zmizí do dimenze jemu nepřístupné.

## Filmové adaptace
- Tout spliques étaient les Borogoves (1970), francouzský televizní film, režie Daniel Le Comte.
- The Last Mimzy (2007), americký film, režie Robert Shaye.

## Česká vydání
- antologie Labyrint, SNDK, Praha 1962,  přeložil Václav Kajdoš.
- antologie Od Heinleina po Aldisse, AFSF, Praha 1994, přeložil Václav Kajdoš.
- antologie Čarovný svět Henry Kuttnera, Albatros, Praha 2001, přeložil Václav Kajdoš.
- antologie Síň slávy: Nejlepší SF povídky všech dob 1929-1946, Baronet, Praha 2003, přeložil Václav Kajdoš.